# ゲームフルデザイン
ゲームフルデザイン (英: Gameful Design)とは、内発的な動機づけを通じてゲームをはじめとするエンターテインメントの「ついやってしまう」「ついやりたくなってしまう」「ついやり続けたくなってしまう」仕掛けを活用して課題を解決する体験設計手法のこと。
ゲーミフィケーション（ゲームで活用されるモチベーション手法やUI/UXデザイン、サービス運営ノウハウなど）領域における体験設計手法であり、CX（「Customer Experience（カスタマーエクスペリエンス）」の略称：顧客体験）デザインやビヘイビアデザイン（英: Behavioural design：行動設計）の一手法に位置する。

## 「ゲーミフィケーション」と「ゲームフルデザイン」の違い
日本において、「ゲーミフィケーション」の言葉としての使われ方は「バッジ」「レベル」「リワード」など手法論として一般的にビジネス界隈を中心に使われることが多いが、本来の言葉の意味は〈ゲーム要素の非ゲーム分野への応用〉を指している。これに対して「ゲームフルデザイン」は〈ゲーム要素を応用した体験設計〉であり、人間のポジティブな内発的動機付けを引き出す体験設計のことを指す。株式会社セガ エックスディーでは平易な表現で『「ついやってしまう」「ついやりたくなってしまう」「ついやり続けたくなってしまう」をつくる体験設計』と表現している。
ゲーミフィケーション領域における体験設計手法に位置するのが「ゲームフルデザイン」。

## ゲームフルデザイン第一人者「ジェイン・マクゴニガル」
ジェイン・マクゴニガルは、ゲームの要素やメカニクスを用いて現実世界の問題解決や人々の幸福感向上を目指す分野で多大な貢献を果たしてきた。
2006年にMITテクノロジーレビューによる「世界を変える35人のイノベーター」に、2009年にビジネスウィーク誌による「注目すべきトップ10・イノベーター」に選出された。
活動は、教育、健康、職場環境など、さまざまな分野においてゲームフルデザインの影響力を拡大する重要な役割を果たしている。

## 企業関連
- 株式会社セガ エックスディー
- 面白法人カヤック